# Подростковая беременность
Подростко́вая бере́менность подразумевает беременность несовершеннолетней девочки-подростка (обычно, в 11-17 лет). Проблема подростковой беременности проистекает из-за несоответствия возраста половой и социальной зрелости. Возраст и критерии социальной зрелости неодинаковы в разных странах мира и культурах.

## Частота подростковой беременности в странах мира
Частота подростковых родов на 1000 женщин в возрасте 15—19 лет по состоянию на 2019 год составляет: в среднем на Земле 42 случая на 1000 женщин и разнится по странам в диапазоне от 1 случая на 1000 женщин в Южной Корее до 180 случаев на 1000 женщин в Нигере.

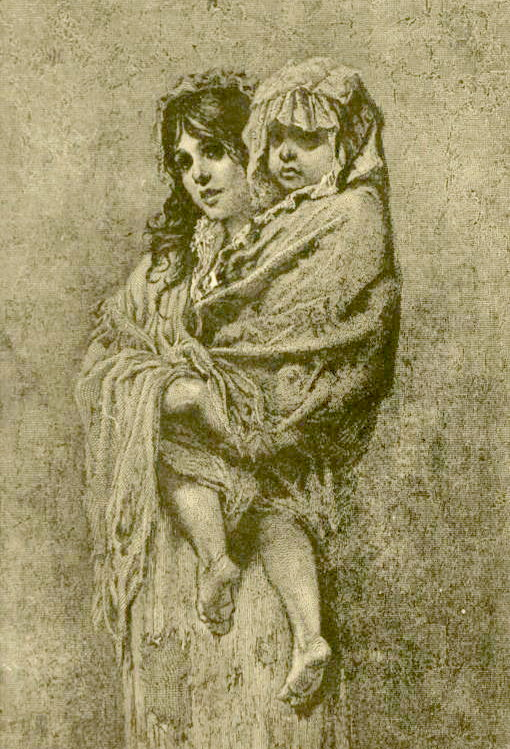
Юная нищая женщина держит на руках своего ребёнка. Иллюстрация около 1884 года

## Аспекты подростковой беременности
Возникновение беременности у девочки-подростка имеет медицинские, социальные, экономические, психологические и другие аспекты. Подростковая беременность в развитых странах рассматривается как социальный вопрос по причине более низкого уровня образования и более высокого уровня бедности матерей-подростков и других следствий более бедной жизни у детей матерей-подростков. В развитых странах подростковая беременность обычно возникает вне замужества и во многих местных общинах и культурах сопровождается социальным преследованием. В указанных странах по упомянутым причинам проведено много исследований и кампаний, пытавшихся раскрыть причины подростковых беременностей и ограничить их количество. В других же, особенно в развивающихся странах, подростковая беременность возникает в рамках супружества и не влечёт никаких социальных стигм.

## Обретение девочкой состоянияплодовитости
В норме средний возраст первой менструации (менархе) у женщины приходится на возраст 12—14 лет (пределы интервала от 9—11 до 18-20 лет). Однако фактический возраст при первой менструации зависит от этнической принадлежности девочки, от веса её тела и от первой овуляции, нерегулярно отмечаемой ранее этого времени. И ранняя  овуляция не значит, что девочки могут полноценно беременеть. Ранние беременности вызывают дисфункции как у плода, так и у матери вынашивающего ребёнка.

## Причины подростковой беременности
Приведёт ли обретение девочкой состояния плодовитости к возникновению ранней беременности, будет зависеть от факторов, как социального, так и личного плана. Важная причина — отсутствие или дефекты полового воспитания. Под последним понимают систему медико-педагогических мер по воспитанию у родителей, детей, подростков и молодёжи правильного отношения к вопросам пола. В составе более крупной категории «воспитания индивида» половое воспитание представляет один из видов его содержания.
В некоторых обществах раннее супружество и традиционные роли полов — это важные факторы, определяющие частоту регистрируемой подростковой беременности. Например, в ряде африканских стран южнее Сахары возникновение ранней беременности часто рассматривается как благословение, подтверждающее плодовитость молодой женщины. На Индийском субконтиненте частота ранних браков и беременностей более распространены в традиционных сельских общинах, чем в городах. В обществах, в которых супружество подростков не распространено, возможные факторы возникновения подростковой беременности — это юный возраст при первом половом сношении и отсутствие противозачаточных средств. В развитых странах большинство подростковых беременностей являются незапланированными.

## Сексуальноеповедение подростков
Согласно сведениям, предоставленным институтом Гутмахера, по всему миру секс к возрасту 20 лет — это обычное явление. Страны с низкими уровнями подростковой беременности признают половые отношения между подростками, предоставляя им полную и сбалансированную информацию о сексуальности. Изучение подростков США, проведённое фондом семьи Кайзер, выявило, что 29 % из их числа ощутили давление, побуждающее к вступлению в ранний секс. 33 % активных в половом отношении подростков отметили «нахождение во взаимоотношении со слишком быстрым движением вещей», а 24 % подростков признали, что «совершили что-то сексуальное, которое они в действительности не хотели».
 Несколько проведённых опросов мнений подтвердили существование давления со стороны ровесников как фактор, поощрявший девушек и юношей к вступлению в секс.
 Возможно, что алкоголь и препараты, снижающие самоконтроль, подталкивают к необдуманной сексуальной активности.

### Контрацепция
У подростков возможно отсутствие знаний о методах предупреждения беременности или отсутствие доступа к обычным методам предупреждения беременности. Вполне вероятно, что они будут слишком стеснительными или напуганными при получении подобного рода информации. По сведению Национального обследования «Роста семьи» в США сексуально активные подростки-женщины, желающие предотвратить беременность, оказались менее готовы к применению контрацептивов, чем женщины других возрастов (15—19-летние не пользовались ими в 18 % случаев в отличие от в среднем 10,7 % — для женщин в возрасте до 44 лет).
Более половины из 80 % незапланированных подростковых беременностей возникли у женщин, не применявших противозачаточные средства, большинство остальных беременностей связано с непостоянным или неправильным применением противозачаточных средств. В опросе, проведённом журналом «Семнадцатилетняя» в 1996 году, 23 % сексуально активных молодых женщин сознались в совершении незащищённого секса с партнёром, который не пользовался презервативом, тогда как в опросе, проведённом изданием «Парад» в 1997 году, 70 % молодых женщин сообщили, что были в замешательстве при приобретении средства контрацепции или при получении информации от врача.
В остальных случаях контрацепция применяется, но оказывается неадекватной. Исследование, проведённое в Великобритании среди подростков, пытавшихся совершить аборт, установило, что частота применения контрацепции среди них была приблизительно той же, что и у женщин старшего возраста. Возможно, что неопытные подростки неправильно пользуются презервативом или забывают принять пероральные контрацептивы. У подростков, особенно у малоимущих, показатели частоты неудачи применения противозачаточных средств выше, чем у женщин более старшего возраста. Обратимые более долговременные методы, такие как внутриматочные средства, подкожные имплантаты или инъекции (Депо-Провера, комбинированного инъекционного контрацептива) требуют со стороны пользователя менее частых усилий, когда эффект длится от месяца до нескольких лет, и могли бы предупредить возникновение беременности более эффективно у женщин, которым трудно соблюдать регулярность применения, включая многих молодых женщин. Одновременное применение более одного противозачаточного средства уменьшают риск незапланированной беременности ещё больше, а если используется барьерный метод в виде презерватива, то также снижается угроза инфекции, передаваемой половым путём.

### Разница в возрасте партнёров при половых отношениях подростков
Согласно данным исследовательского совета семьи, в США разница в возрасте при половых отношениях между девочками-подростками и мужчинами, которые оплодотворили их, — это важный фактор, повышающий частоту возникновения беременности. Девочки-подростки, состоящие в отношениях со старшими юношами, особенно с взрослыми мужчинами, более подвержены возникновению беременности, чем девочки-подростки в отношениях с юношами-ровесниками. Более вероятно также то, что они скорее выносят ребёнка до срока, чем предпримут аборт. Из рассмотрения статистики показателей жизни в штате Калифорния 1990 году следует, что мужчины, старше школьного возраста, признали своё отцовство в 77 % всех родов от девушек-старшеклассниц в возрасте 16-18 лет и в 51 % родов от более молодых школьниц 15 лет и младше.
Исследование в штате Вашингтон 1992 году, охватившее 535 матерей-подростков, отметило, что 62 % матерей имели историю изнасилования или сексуальной атаки со стороны мужчин со средним возрастом 27 лет. Исследование также установило, что по сравнению с не принужденными к сексу матерями, матери-подростки, подвергнутые принуждению к более раннему началу секса, имели половую связь с партнёрами старшего возраста и вовлекались в более рискованный, частый и со многими партнёрами секс. Исследования, проведённые Справочным бюро народонаселения и Национальным центром по статистике здоровья, установили, что взрослые мужчины в возрасте 20 лет и старше признавали отцовство для двух третьих числа детей, рождённых от подростков в США.

## Превышение сексуальных прав по отношению к подростку
В исследованиях установлено, что от 11 до 20 % беременностей у подростков — это прямое следствие изнасилования, тогда как приблизительно 60 % матерей-подростков имели секс, предшествовавший беременности, вопреки их желанию. Признано, что большинство первых половых сношений среди женщин ранее возраста 15 лет было вопреки желанию. Институт Гутмахера установил, что 60 % женщин, которые имели секс ранее возраста 15 лет, были принуждены мужчинами, в среднем на шесть лет старше их. Один из пяти отцов девушек-подростков признал принуждение девушек к вступлению в половую связь. В промышленно развитых странах многочисленные исследования указали на существование сильной связи между превышением сексуальных прав по отношению к подросткам и последующим возникновением подростковой беременности. До 70 % женщин, родивших, будучи подростками, отметили домогания к ним как к девушкам; против 25 % женщин, не рожавших подростками, подвергались приставанию.
Во многих странах закон не признаёт совершённым по согласию половое сношение между несовершеннолетней и взрослым на том основании, что у подростка отсутствует зрелость и компетентность для принятия информированного решения о вступлении в секс с взрослым по полному согласию. В некоторых развитых странах секс с несовершеннолетней автоматически признаётся изнасилованием, наказуемым по закону, хотя по юрисдикциям есть отличия в составе такого преступления.

## Повторяющееся насилие по отношению к подростку
Исследования отметили, что во время зачатия девочки-подростки часто находятся в отношениях, сопровождающихся превышением прав. Подростки также отметили, что часто сообщение об их беременности увеличивает принуждающее и контролирующее к ним отношение со стороны их половых партнёров. Женщины моложе 18 лет в два раза больше подвергаются избиению отцом их ребёнка, чем женщины старше 18 лет.
Исследование в Соединённом Королевстве Великобритании выявило, что 70 % женщин, родивших, будучи подростками, испытали насилие дома по отношению к ним.
Похожие наблюдения сделаны в США. Исследование в штате Вашингтон установило, что 70 % матерей-подростков избивались их половыми партнёрами, 51 % встречали попытки препятствия их мерам по предупреждению беременности в течение последнего года, а 21 % подвергались ограничениям в посещении школы или работы.
В исследовании, охватившем 379 беременных подростков или имеющих детей и 95 девочек-подростков без детей , 62 % из числа лиц в возрасте 10-14 лет и 56 % в возрасте 15-19 лет указали на испытание домашнего насилия из рук их партнёров. Более того, 51 % девушек отметили не менее одного случая, когда их половой партнёр пытался препятствовать их усилиям по применению противозачаточных средств.

## Социально-экономические факторы возникновения подростковой беременности

### Социально-экономическое положение
Бедность связана с повышенной частотой подростковой беременности. В экономически бедных странах, таких как Нигер и Бангладеш, матерей-подростков намного больше чем в экономически богатых странах, как Швейцария и Япония.
В Соединённом Королевстве Великобритании около половины общего числа беременностей у лиц, моложе 18 лет, сконцентрировано среди 30 % наименее обеспеченного населения, при 14 % отмечаемых среди 30 % самых необеспеченных.
В Италии частота родов среди подростков в центральных областях равна всего 3,3 на 1000 женщин, а в области Меццоджорно — 10,0 на 1000.
Социолог Майк А. Мейлз отметил, что частота подростковых родов, нанесённая на карту, точно повторяет картину частоты бедности в штате Калифорния:
Подростковая беременность обходится Соединённым Штатам более 7 миллиардов долларов в год.
| Округ                                    | Частота бедности | Частота родов * |
| ---------------------------------------- | ---------------- | --------------- |
| Округ Мэрин                              | 5 %              | 5               |
| Округ Тулэа (европейского происхождения) | 18 %             | 50              |
| Округ Тулэа (испанского происхождения)   | 40 %             | 100             |

* на 1000 женщин в возрасте 15-19 лет
Существует мало данных для подтверждения распространённого мнения, что матери-подростки становятся беременными для получения пособий, социальной помощи и жилой площади местного самоуправления. Большинство матерей-подростков мало знают о жилой площади или о финансовой помощи перед тем, как забеременеть, а то, что они думали, часто оказывается неверным.

### Особенности воспитания
Женщины, подвергнутые превышению половых прав, домашнему насилию и междоусобице в семье в годы детства более расположены забеременеть подростком. Риск беременности, будучи подростком, возрастает с числом неблагоприятного опыта в детстве.
Согласно исследованию 2004 г., в случае исключения воздействия полового злоупотребления, домашнего насилия и междоусобицы в семье можно было бы избежать одну треть подростковых беременностей. Исследователи отметили, что «дисфункция семьи имеет отягощающие и неблагоприятные последствия для здоровья женщин в годы отрочества, деторождения и дальше». Когда в детстве климат в семье не включает нежелательный опыт, тогда возникновение беременности, будучи подростком, по-видимому, не повышает вероятность долговременных психосоциальных последствий.
Исследования также установили, что юноши, воспитанные в домах с бесправной матерью, или которые сами подвергались прямому физическому насилию, были значительно больше настроены оплодотворить девушку.
Также отмечено, что девочки, отцы которых бросили семью рано в их жизни, имели наивысшие уровни сексуальной активности и подростковой беременности. Девочки, отцы которых бросили семью в более позднем возрасте, имели более низкую частоту сексуальной активности, а самые низкие уровни отмечены у девочек, у которых отец присутствовал в течение всего их детства. Даже тогда, когда исследователи принимали во внимание другие факторы, которые могли бы внести свою лепту в раннюю сексуальную активность и беременность, типа поведенческих и жизненных проблем, всё равно девочки, рано лишившиеся отца, в пять раз в США и в 3 раза в Новой Зеландии были более склонны к подростковой беременности, чем девочки, имеющие отцов.
Низкие образовательные устремления обозначены в качестве факторов риска.
Девочка также более расположена стать родителем-подростком, если её мать или старшая сестра имели роды, будучи подростком.
В опросе, проведённом Объединённым центром политических и экономических исследований в 1988 г., большинство респондентов отнесли возникновение подростковой беременности к прекращению общения между родителями и ребёнком, а также к недостаточному родительскому контролю. Девочки, выросшие с приёмными родителями, более расположены к подростковой беременности, чем их ровесницы. Изучение жизни вышедших из-под опеки молодых людей, проведённое Национальным фондом Кейси и охватившее бывших приёмных детей из 23 местных общин по всем США, установило, что частота родов среди девушек, воспитанных приёмными родителями, в два раза выше, чем у их ровесниц с биологическими родителями. Изучение Чикагского университета молодых людей, вышедших из приёмных семей в штатах Иллинойс, Айова и Висконсин, отметило, что почти половина женщин была беременной уже к возрасту 19 лет. Отдел социального обеспечения штата Юта констатировал, что девушки, вышедшие из системы приёмных семей в период 1999—2004 гг. имели частоту родов почти в три раза выше, чем остальное население.

## Предупреждение
Многие работники просвещения по вопросам здоровья утверждают, что полное половое просвещение могло бы эффективно снизить число подростковых беременностей, однако их оппоненты возражают тем, что такое просвещение подтолкнёт молодых людей на бо́льшую и более раннюю сексуальную активность.
В Соединённом Королевстве Великобритании стратегия подростковой беременности, которая вначале проводилась Отделом здравоохранения, а сейчас выделена из директората детей, молодёжи и семей в Отдел просвещения и профессионального обучения, осуществляется на нескольких уровнях с целью снижения подростковой беременности и увеличения социальной вовлечённости матерей-подростков и их семей путём:
- объединения усилия ветвей служб правительства, здравоохранения и просвещения, делая их совместную работу эффективной;
- предупреждения возникновения подростковой беременности с помощью лучшего полового просвещения, улучшения обслуживания контрацептивами и предоставления советов для молодёжи, вовлечения молодых людей в улучшение такого обслуживания, поддерживая родителей в их разговоре с подростками о сексе и о взаимоотношениях, нацеливания на группы высокого риска;
- большей поддержки матерей-подростков, включая оказание помощи по возвращению к образованию, советом и помощью, работой с молодыми отцами, лучшим уходом за детьми и большей доступности поддерживаемой жилой площади.

Стратегия подростковой беременности достигла неравнозначных результатов. Хотя в целом показатели частоты подростковых беременностей снизились, не по всем областям это устойчиво, а в некоторых районах даже произошёл рост. Проблематичным выглядит вопрос о достижении к 2010 г. цели 50 % снижения уровней 1998 г.
В США вопрос полового просвещения — это предмет высоко аргументированного обсуждения. Некоторые школы выполняют просвещение, ограниченное воздержанием. Возрастает популярность принятия клятв на сохранение целомудрия. Однако исследование Йельского и Колумбийского университетов в 2004 г. установило, что 88 % лиц, давших клятву сохранения целомудрия, всё равно имели секс до замужества.
Большинство общественных школ предлагают программы «воздержания-плюс», которые поддерживают воздержание, но также дают совет по средствам контрацепции.
В штате Калифорния группа исследователей и просветителей опубликовала список «лучших методик» по предупреждению подростковой беременности, который в дополнение к вышеупомянутым соображениям включает работу по «укреплению веры в счастливое будущее», вовлечение мужчин в процесс предупреждения беременности и разработку инициатив, которые будут приемлемы в плане культуры .
Голландский подход к предупреждению возникновения подростковой беременности часто рассматривается в качестве модели для других стран. Голландская программа фокусируется на ценностях, на отношениях, на навыках общения и ведения переговоров, а также на биологических аспектах полового размножения. Средства массовой информации поощрили ведение открытого диалога, со стороны системы здравоохранения дана гарантия сохранения конфиденциальности и неосудительного отношения.
В развивающихся странах программы по сохранению репродуктивного здоровья, нацеленные на подростков, часто небольшого масштаба и не координируются из центра. Между тем ряд стран, в их числе Индонезия и Шри-Ланка, обладают системной политикой преподавания сведений о сексе в школах. По всему миру неправительственные организации, такие как Международная Федерация планирования семьи, предоставляют молодым женщинам совет по методам контрацепции. Законы против заключения браков между подростками уменьшили, но не ликвидировали эту практику. Повышение общей грамотности среди женщин и улучшение перспективы образования ознаменовались в повышении возраста при первых родах в Иране, Индонезии и в индийском штате Керала.

## Исходы подростковой беременности

### Медицинские исходы подростковой беременности
Перед беременными подростками встают многие из тех же самых акушерских вопросов, как и перед 20-30-летними женщинами: выкидыш, аборт, вынашивание беременности. Однако по отношению к более молодым матерям, в особенности к тем, которые моложе 15 лет, и которые проживают в развивающихся странах, возникают дополнительные медицинские опасения. Материнское и пренатальное здоровье — предмет особой заботы среди подростков, кто беремен или имеет ребёнка. По всему миру показатель частоты преждевременных родов и низкого веса новорождённого выше среди матерей-подростков. Исследование указывает на то, что беременные подростки реже получают пренатальное обслуживание, прибегают к нему часто только в третьем триместре беременности, если пользуются им вообще.
Институт Гутмахера сообщает о том, что одна треть беременных подростков получает недостаточное пренатальное обслуживание и их дети более подвержены страданию от состояния здоровья в детстве или госпитализации, чем дети ста́рших матерей. С другой стороны, исследования указывают на то, что у молодых матерей, которым предоставлено высокое качество обслуживания, дети с показателями здоровья значительно лучшими, чем те матери, которым не предоставлено такое обслуживание. Многие вопросы охраны здоровья, связанные с матерями-подростками, из которых большинство не имеют медицинское страхование, по-видимому, происходят от отсутствия высококачественного медицинского обслуживания. Многие беременные подростки, страдают от недостатка питания, связанного с неправильными привычками приёма пищи, обычными в этом возрасте, включая попытки похудения путём соблюдения диет, пропуска приёмов пищи, преходящих мод на диеты, питание бутербродами, фастфуд. В развивающихся странах среди подростков недостаточное питание во время беременности даже более выраженная проблема.
Осложнения беременности, возникающие в развивающихся странах, ежегодно заканчиваются смертельным исходом (по оценке) у 70000 женщин-подростков. Молодые матери и их дети также подвержены высокому риску заражения ВИЧ. По оценке Всемирной Организации Здравоохранения риск наступления смерти после беременности в два раза выше для женщин в возрасте 15-19 лет, чем для женщин в возрасте 20-24 года. Частота материнской смертности может быть до пяти раз выше у женщин в возрасте 10-14 лет, чем у двадцатилетних женщин. В африканских странах южнее Сахары нелегальный аборт также несёт много рисков для девочек-подростков.
Риск возникновения медицинских осложнений выше для девочек 14 лет и младше, поскольку недоразвитый таз способен привести к трудностям при рождении ребёнка. В индустриализованных странах затруднённые роды в норме разрешаются с помощью кесарева сечения, тогда как в развивающихся странах, где медицинское обслуживание может быть недоступным, затруднённые роды могут привести к возникновению акушерского свища, гибели плода или к смерти матери.

### Социально-экономические и психологические последствия подростковой беременности
Для матерей 15—17 лет возраст сам по себе не является фактором риска, риски связаны более с социально-экономическими факторами, чем с биологией. В нескольких исследованиях изучено влияние социально-экономических, медицинских и психологических факторов на беременность и выполнение подростками роли родителей. Жизненные исходы для матерей-подростков и их детей варьируют. Вероятно, что другие факторы, такие как бедность или отсутствие социальной поддержки будут более важными, чем возраст матери при родах. Были предложены многие решения по противодействию более негативным находкам. Иногда родители-подростки могут воспользоваться поддержкой со стороны семьи, общины по месту жительства, социальными услугами и помощью в уходе за ребёнком для того, чтобы продолжить своё образование, получить более высокооплачиваемую работу по мере достижения успехов в своём обучении.

### Влияние подростковой беременности на мать
Выполнение роли молодой матери в индустриализованной стране способно повлиять на её обучение. Матери-подростки более предрасположены к прекращению обучения в средней школе. Одно исследование 2001 г. установило, что женщины, родившие, будучи подростком, заканчивали своё среднее образование лишь в 10-12 % случаев и продолжали последующее образование в 14-29 % случаев по сравнению с женщинами, которые ждали до возраста 31 года.
Однако более поздние исследования установили, что много матерей-подростков бросили школу ранее того, как стать беременной, а те из них, которые учились в школе во время их беременности, также часто завершали обучение в школе, как и их ровесники.
В индустриализованных странах раннее материнство способно повлиять на трудоустройство и на общественное положение. Менее чем одна треть матерей-подростков получают какую-либо форму поддержки ребёнка, в значительной степени увеличивая вероятность обращения к правительству за помощью. Связь между ранним вынашиванием ребёнка и неспособностью окончить среднюю школу уменьшает перспективы карьерного роста для многих молодых женщин. Одно исследование отметило, что в 1988 г. ко времени рождения ребёнка 60 % матерей-подростков были обнищавшими. Дополнительное исследование нашло, что около 50 % всех матерей-подростков обращались в органы социального обеспечения в течение первых пяти лет жизни их ребёнка.
Исследование 100 матерей-подростков в Соединённом Королевстве Великобритании отметило, что только 11 % из них получали зарплату, тогда как остальные 89 % были безработными. Большинство британских матерей-подростков живут в бедности, приблизительно половина из них в нижней пятой части шкалы распределения дохода.
Женщины-подростки, беременные или уже ставшие матерями, в семь раз больше предрасположены к совершению самоубийства, чем другие подростки.
Профессор Джон Ермиш в институте социальных и экономических исследований при университете Эссекс и доктор Роджер Ингэм, директор центра сексуального здоровья при университете Саутгемптон, установили, что сравнение матерей-подростков с другими девушками, имевшими одинаковые показатели социально-экономических лишений, плохой школьной успеваемостью и низкими устремлениями в образовании, свидетельствует о ничтожном различии их шансов в жизни.
С другой стороны, некоторые авторы предполагают, что подростковое материнство, возможно, имеет экономический смысл для молодых женщин из бедных слоёв. Например, продолжительные исследования экономиста университета Дьюка в США В.Джозефа Хоца, опубликованные в 2005 г., установили, что к возрасту 35 лет, прежние матери-подростки получили бо́льший доход, заплатили больше налогов, были менее расположены жить в бедности и реже обращались за помощью общества, чем одинаково бедные женщины, у которых дети родились в возрасте старше 20 лет. Женщины, которые стали матерями, будучи подростками, к 30 годам освободились от своих обязанностей по уходу за детьми для того, чтобы заняться трудоустройством, тогда как бедные женщины, которые отложили своё материнство, оставались дома для ухода за детьми, вынужденные платить налогов больше, чем получать дохода. Восемью годами ранее, отчёт «Дети имеют детей», выполненный по федеральному заданию, также содержал похожие наблюдения, но был «похоронен»: «матери-подростки преуспевают слегка лучше, чем старшие матери в понятиях их общего экономического благосостояния».
Одна четверть матерей-подростков рождают второго ребёнка в пределах 24 месяцев от первого. Факторы, которые определяют, какая мать в большей мере готова к таким быстрым повторным родам, включают замужество и образование: такая готовность уменьшается с уровнем образования молодой женщины или её партнёра и увеличивается, если она выходит замуж.

### Влияние подростковой беременности на ребёнка
Раннее материнство способно повлиять на психосоциальное развитие ребёнка. Частота недостатков развития и особенности поведения возрастает у детей, рождённых у матерей-подростков. Одно исследование предположило, что матери-подростки менее расположены ласкать своих детей касаниями, улыбками или звуками или быть чувствительными и внимательными к нуждам ребёнка.
Другое исследование установило, что те, кто получает больше социальной поддержки, менее расположены выражать гнев к своим детям или полагаться на наказание.
Отмечена плохая школьная успеваемость у детей матерей-подростков, когда многие из них, более чем средний школьник, не способны окончить среднюю школу, остаются на второй год или набирают меньше баллов на стандартных тестах. Дочери родителей-подростков более предрасположены сами стать матерями-подростками. Сын матери-подростка в три раза более предрасположен к тюремному заключению.

### Влияние подростковой беременности на других членов семьи
Подростковая беременность и материнство способно повлиять на младших братьев и сестёр. Одно исследование отметило, что младшие сёстры матерей-подростков были менее расположены подчёркивать важность образования и трудоустройства и более готовы принять начало половой активности, родительство и замужество в младшем возрасте.
Кроме того, установлено, что младшие братья более терпимы к внебрачным ранним родам, были более восприимчивы к высокорискованному поведению. Другое исследование обнаружило, что младшие сёстры и братья родителей-подростков часто ухаживают за своими племянниками и племянницами, а у юных девушек в таком положении возрастает риск забеременеть самим.
Социальные работники играют важную роль вмешательства в семьи. Они работают с семьями, адресуя общие проблемы и вопросы здоровья для того, чтобы благоприятствовать положительному исходу для такой семьи и их ребёнка.

## Отец-подросток
В ряде случаев отец такого ребёнка является мужем девочки-подростка. Возможно зачатие в рамках супружества или сама беременность повлечёт заключение брака (вынужденный брак). В странах, типа Индии, большинство подростковых родов происходит в рамках супружества. В других странах, таких как США и Республика Ирландия, большинство матерей-подростков не замужем за отцами их детей.
В Соединённом Королевстве Великобритании половина подростков с детьми — родители-одиночки, 40 % живут в гражданском браке, а 10 % состоят в браке.
Исследования, проведённые Справочным бюро народонаселения и Национальным центром по статистике здоровья, установили, что взрослые мужчины в возрасте 20 лет и старше признавали отцовство для двух третьих детей, рождённых от подростков в США.
Институт Гутмахера сообщает, что более 40 % матерей в возрасте 15-17 имели половых партнёров на три-пять лет старше, а одна из пяти имела партнёра на шесть и более лет старше. Изучение родов в штате Калифорния 1990 г. сообщило, что чем моложе мать, тем больше разница в возрасте с её половым партнёром.
В Соединённом Королевстве Великобритании в 72 % в целом зарегистрированных родов у женщин моложе 20 лет отец старше 20, и почти один из четырёх старше 25.

## Список известных родителей-подростков

### Ранее XX века
- Королеве Англии в XIII в. Элеоноре Прованской было 14, 15 и 17 лет, когда она родила своих первых трёх детей от мужа, короля Англии Генриха III : соответственно будущего короля Англии Эдуарда I, Маргариту Английскую и Беатрис Английскую.
- Мария де Богун, первая жена короля Англии Генриха IV, родила своего первого ребёнка Эдуарда в возрасте 13 лет.
- Леди Маргарита Бофорт в возрасте 13 лет родила своего единственного ребёнка, который позже стал королём Англии Генрихом VII.

### XX век
- В 1917 г. 17-летняя Камала Неру родила дочь, Индиру (позже премьер-министра Индии).
- Майа Энджелоу, американская поэтесса, мемуарист и важная фигура в движении за гражданские права в США стала беременной в возрасте 16 лет, родила своего сына, Гайя Джонсона, который также стал поэтом.
- Лина Медина — самая молодая мать в истории, родила в 1939 году кесаревым сечением в возрасте 5 лет, 7 месяцев и 17 дней.
- В 1933 году 17-летняя Эдит Пиаф родила дочь Марсель.
- Энн Данхэм было 18, когда в 1961 г. она родила будущего 44-го президента США Барака Обаму[85].
- Дуэйн Майкл Картер младший, известный как «Lil' Wayne», имел ребёнка, Регину от своей сейчас бывшей жены Антониа «Тойа» Джонсон, когда ему было 15, а ей 14.[86][87]

### XXI век
- Азии Нитоллано, выступавшей в поп-группе «The Pussycat Dolls», было 17, когда она родила дочь в 2005 г.[88][89][90]
- Джейми Линн Спирс, младшая сестра певицы Бритни Спирс, родила дочь Мэдди в возрасте 17 лет 17 июня 2008 г.[91]
- Бристоль Пэйлин, 17 лет, беременная дочь-подросток кандидата в вице-президенты кампании Джона МакКейна в 2008 г., бывшего губернатора штата Аляска Сары Пэйлин, 27 декабря 2008 г. родила сына Трипа.[92]

## Учреждения, вовлечённые в снижение высоких показателей частоты беременности в США
Недавно начали национальную кампанию по предупреждению подростковой и незапланированной беременности. Работа кампании направлена на решение вопроса подростковой беременности в США. Другая организация в США, занимающаяся предупреждением незапланированной беременности у подростков, — это «Оставайтесь подростками», рекламная кампания и веб-сайт. Ежегодно, начиная с 2002 г., в первую среду мая эта кампания отмечает национальный день предупреждения подростковой беременности. Президент Барак Обама публично поддержал этот день.

## Подростковая беременность вискусстве,фильмахилитературе
Подростковая беременность использовалась в качестве темы или сюжета в художественных книгах, фильмах и телесериалах. Время действия могло быть в прошлом («Голубая лагуна») или современным («Холм одного дерева»). Обычно тема разбирается серьёзно, но может быть в комической манере (фильм «Малолетка» (2000 года) в виде стереотипов (Вики Поллард в «Маленькой Британии»). Подростковая беременность может быть результатом превышения половых прав (Роуз в фильме «Правила виноделов»), следствием одной ночи (Эйми Барнз в британском телесериале «Священные дубы»), романтических отношений (Деми Миллер в британском телесериале «Истендерз»); или как первой половой встречи (Сара-Луиза Плат в британском телесериале «Улица Коронации»), необычности, как в фильме «Пятнадцатилетие» (Quinceañera), когда главная героиня становится беременной вследствие занятия непроникающим сексом. Часто драма фокусируется вокруг обнаружения подростковой беременности и решения о проведении аборта, как в американской комедии «Весёлые времена в школе Риджмонт», усыновлении, как телефильме США «Мама в шестнадцать» (Mom at Sixteen), замужестве, как в комедии США «Сладости и пряности» (Sugar & Spice) или жизни матери-одиночки, как в комедии США «Спасённая!» (Saved!). В пьесе немецкого происхождения «Весеннее пробуждение» (Spring Awakening) и основанному на ней бродвейскому рок-мюзиклу главная женская героиня становится беременной и погибает вследствие халтурного выполнения аборта. Американский фильм-лауреат «Стефани Дейли» (Stephanie Daley) анализирует следствия подростковой беременности, которая заканчивается смертью новорождённого ребёнка. Фильм «Джуно» рассказывает о 16-летней школьнице, забеременевшей от своего давнего друга и решившей оставить ребёнка. В 2008 году лента получила премию «Оскар» за лучший оригинальный сценарий, а также была номинирована в трёх других категориях, включая лучший фильм и лучшую женскую роль (Эллен Пейдж). В американском телесериале «90210» одна из главных героинь, наркоманка Адрианна Тэйт-Дункан случайно беременеет от одноклассника. Девушка долго не может решить, делать ли аборт, но из-за истекшего срока разрешения на операцию ей приходится оставить ребёнка. Родив девочку, Адрианна отдаёт её бездетной паре. Хотя в норме беременная девушка — главный герой, американский телефильм «Слишком молодой для того, чтобы быть отцом» (Too Young to Be a Dad) концентрируется на 15-летнем юноше, девушка которого становится беременной. Тема подростковой беременности также поднята в сериале «Тайная жизнь американского подростка», в котором сюжет завязывается вокруг неожиданной беременности 15-летней чувственной девушки Эми Джоргенс, что напрягает натянутые отношения между родителями. Телесериал тепло принят зрителями, достигнув отметки 4,68 миллиона просмотров.
В СССР в 1978 году режиссёром Павлом Любимовым был снят фильм «Школьный вальс», в котором девочка, собиравшаяся окончить школу, забеременела от своего одноклассника, после чего тот женился на другой. Девочка оставила ребёнка и впоследствии воспитывала его одна.
В аниме и манге «Звёздное дитя» основной сюжет развязался вокруг беременности 16-ти летней поп-звезды Аи Хосино, которая в итоге родила двух здоровых детей, однако, по началу не раскрывается с кем завязались у героини романтические отношения и соответственно зачатие детей.

## Примечание
1. ↑  Armstrong, Bruce (2001). «Adolescent Pregnancy». in Alex Gitterman. Handbook of Social Work Practice with Vulnerable and Resilient Populations (2nd ed.). New York, NY: Columbia University Press. ISBN 0-231-11396-X.
2. ↑  Checkland, David and James Wong (1999). Teen Pregnancy and Parenting: Social and Ethical Issues. Toronto, Canada; Buffalo, NY: University of Toronto Press. ISBN 0-8020-4215-5.
3. ↑  Источник. Дата обращения: 23 февраля 2022. Архивировано 23 февраля 2022 года.
4. ↑  Dash, Leon (2003, 1989). When Children want Children: The Urban Crisis of Teenage Childbearing (1st Illinois paperback ed.). Urbana, IL: University of Illinois Press. ISBN 0-252-07123-9.
5. ↑  Harris, Irving B. (1996). Children in Jeopardy: Can We Break the Cycle of Poverty?. New Haven, CT: Yale Child Study Center: Distributed by Yale University Press. ISBN 0-300-06892-1.
6. ↑  Luker, Kristin (1996). Dubious Conceptions: The Politics of Teenage Pregnancy. Cambridge, MA: Harvard University Press. ISBN 0-674-21702-0.
7. ↑  Rhode, Deborah L. (2007). «Politics and Pregnancy: Adolescent Mothers and Public Policy». in Nancy Ehrenreich. The Reproductive Rights Reader. New York, NY: New York University Press. ISBN 978-0-8147-2230-5.
8. 1 2 3 4 5 6  The National Campaign to Prevent Teen Pregnancy. (2002). Not Just Another Single Issue: Teen Pregnancy Prevention’s Link to Other Critical Social IssuesPDF (147 KB). Retrieved May 27, 2006.
9. ↑  Population Council (2006)Unexplored Elements of Adolescence in the Developing World Population Briefs, January 2006, Vol. 12, No. 1. Retrieved April 18, 2007
10. ↑  Seitz, Victoria (1996). «Adolescent Pregnancy and Parenting». in Edward Zigler, Sharon Lynn Kagan, and Nancy Wilson Hall. Children, Families, and Government: Preparing for the Twenty-First Century. New York, NY: Cambridge University Press. ISBN 0-521-24219-3.
11. ↑  National Research Center for Women and Families (2001). «When Little Girls Become Women: Early Onset of Puberty in Girls».
12. 1 2  Locoh, Therese. (2000). «Early Marriage And Motherhood In Sub-Saharan Africa.» WIN News.'.' Retrieved July 7, 2006.
13. 1 2 3  Mehta, Suman, Groenen, Riet, & Roque, Francisco. United Nations Social and Economic Commission for Asia and the Pacific. (1998). Adolescents in Changing Times: Issues and Perspectives for Adolescent Reproductive Health in The ESCAP Region. Retrieved July 7, 2006.
14. 1 2 3  UNICEF. (2001). A League Table of Teenage Births in Rich NationsPDF (888 KB). Retrieved July 7, 2006.
15. ↑  Beginning Too Soon: Adolescent Sexual Behavior, Pregnancy And Parenthood, US Department of Health and Human Services. Retrieved January 25, 2007.
16. 1 2  Teenage Mothers : Decisions and Outcomes — Provides a unique review of how teenage mothers think Policy Studies Institute, University of Westminster, 30 Oct 1998
17. ↑  Guttmacher Institute. (2005). Sex and Relationships. Retrieved August 8, 2006.
18. ↑  U.S.Teen Sexual Activity PDF (147 KB) Kaiser Family Foundation, January 2005. Retrieved 23 Jan 2007
19. 1 2  The National Campaign to Prevent Teen Pregnancy. (1997). What the Polling Data Tell Us: A Summary of Past Surveys on Teen Pregnancy. Retrieved July 13, 2006
20. ↑  Allen, Colin. (May 22, 2003). «Peer Pressure and Teen Sex.» Psychology Today.'.' Retrieved July 14, 2006.
21. ↑  Why Gender Matters, Leonard Sax, M.D., Ph.D., 2005, Doubleday books, p. 128. See also comments made by Dr. Drew Pinsky on NPR’s Fresh Air, September 23,2003.
22. ↑  Slater, Jon. (2000). «Britain: Sex Education Under Fire.» The UNESCO Courier.'.' Retrieved July 7, 2006.
23. ↑  National Surveys of Family GrowthJames Trussell and L.L. Wynn (January 2008). «Reducing unintended pregnancy in the United States». Contraception. http://www.arhp.org/publications-and-resources/contraception-journal/january-2008 Архивная копия от 19 августа 2018 на Wayback Machine.
24. ↑  J. Joseph Speidel, Cynthia C. Harper, and Wayne C. Shields (September 2008). «The Potential of Long-acting Reversible Contraception to Decrease Unintended Pregnancy». Contraception. http://www.arhp.org/publications-and-resources/contraception-journal/september 2008.
25. ↑  The National Campaign to Prevent Teen Pregnancy. (1997). What the Polling Data Tell Us: A Summary of Past Surveys on Teen Pregnancy. Retrieved July 13, 2006.
26. ↑  BBC NEWS | Health | Teenage pregnancy myth dismissed
27. 1 2  Besharov, Douglas J. & Gardiner, Karen N. (1997). Trends in Teen Sexual Behavior. Children and Youth Services Review, 19 (5/6), 341-67. Retrieved July 13, 2006.
28. ↑  Teendating-birthcontrol
29. 1 2  Gracie Hsu, Statutory rape Family Research Council (courtesy link)
30. ↑  Centre for the Study of AIDS — Introduction. Дата обращения: 26 июля 2022. Архивировано 17 мая 2018 года.
31. ↑  Saewyc, E.M., Lara Leanne Magee, L.M., Pettingell, S.E., (2004), Teenage pregnancy and associated risk behaviors among sexually abused adolescents, Perspectives on Sexual and Reproductive Health, May-June, at findarticles.com
32. ↑  Elizabeth M. Saewyc, Lara Leanne Magee and Sandra E. Pettingell (2004) Teenage Pregnancy and Associated Risk Behaviors Among Sexually Abused Adolescents
33. ↑  Perspectives on Sexual and Reproductive Health, Volume 36, Number 3, May/June 2004
34. ↑  Study Links Childhood Sexual Abuse, Teen Pregnancy University of Southern California, Science Blog, 2004
35. ↑  Rosen D (2004). «„I Just Let Him Have His Way“ Partner Violence in the Lives of Low-Income, Teenage Mothers». Violence Against Women 10 (1): 6-28. doi:10.1177/1077801203256069. http://vaw.sagepub.com/cgi/content/abstract/10/1/6 Архивная копия от 5 ноября 2009 на Wayback Machine.
36. ↑  Quinlivan J (Winter 2006). «Teenage pregnancy» (PDF). O & G 8 (2): 25-6. Архивированная копия. Дата обращения: 22 июня 2009. Архивировано из оригинала 20 июля 2008 года.. Retrieved on 2009-06-22.
37. ↑  edc.org: Abusive boyfriends
38. 1 2  safersouthwark.org.uk
39. 1 2  gldvp.org:Teenage mothers-domestic violence
40. ↑  http://www2.edc.org Архивная копия от 20 июля 2022 на Wayback Machine: Teenage mothers-abusive boyfriends
41. ↑  cpeip.fsu.edu
42. ↑  Indicator: Births per 1000 women (15-19 ys) — 2002 UNFPA, State of World Population 2003, Retrieved Jan 22, 2007.
43. ↑  Males, Mike (2001) America’s Pointless «Teen Sex» Squabble, c Youth Today.
44. ↑  Teen Pregnancy Facts
45. ↑  Tamkins, T. (2004) Teenage pregnancy risk rises with childhood exposure to family strife Perspectives on Sexual and Reproductive Health, March-April, 2004
46. ↑  Anda RF, Felitti VJ, Chapman DP, et al. (February 2001). «Abused boys, battered mothers, and male involvement in teen pregnancy». Pediatrics 107 (2): E19. doi:10.1542/peds.107.2.e19. PMID 11158493. http://pediatrics.aappublications.org/cgi/content/full/107/2/e19 Архивная копия от 16 июня 2009 на Wayback Machine.
47. ↑  Ellis, Bruce J. et al. (2003) Does Father Absence Place Daughters at Special Risk for Early Sexual Activity and Teenage Pregnancy? Child Development, v74 n3 p801-21 May-Jun 2003
48. ↑  Quigley, Ann (2003) Father’s Absence Increases Daughter’s Risk of Teen Pregnancy Health Behavior News Service, May 27, 2003
49. ↑  Allen E, Bonell C, Strange V, et al. (January 2007). «Does the UK government’s teenage pregnancy strategy deal with the correct risk factors? Findings from a secondary analysis of data from a randomised trial of sex education and their implications for policy». J Epidemiol Community Health 61 (1): 20-7. doi:10.1136/jech.2005.040865. PMID 17183010. http://jech.bmj.com/cgi/content/full/61/1/20 Архивная копия от 9 июля 2009 на Wayback Machine.
50. 1 2  East PL, Jacobson LJ (March 2001). «The younger siblings of teenage mothers: a follow-up of their pregnancy risk». Dev Psychol 37 (2): 254-64. doi:10.1037/0012-1649.37.2.254. PMID 11269393.
51. 1 2  Furstenberg FF, Levine JA, Brooks-Gunn J (1990). «The children of teenage mothers: patterns of early childbearing in two generations». Fam Plann Perspect 22 (2): 54-61. doi:10.2307/2135509. PMID 2347409.
52. ↑  Fostering Hope: Preventing Teen Pregnancy Among Youth in Foster CarePDF (42.1 KB) A Joint Project of The National Campaign to Prevent Teen Pregnancy and UCAN (Uhlich Children’s Advantage Network) 16 Feb 2006
53. ↑  Erickson, Pamela I. (1998). Latina Adolescent Childbearing in East Los Angeles. Austin, TX: University of Texas Press. ISBN 0-292-72093-9.
54. ↑  Kaplan, Elaine Bell (1997). Not Our Kind of Girl: Unraveling the Myths of Black Teenage Motherhood. Berkeley, CA: University of California Press. ISBN 0-520-08736-4.
55. ↑  Hauser, Emily L. (2008-09-07). «Advise, console». Opinion (Chicago Tribune). http://archives.chicagotribune.com/2008/sep/07/opinion/chi-teen-pregnancy-thinksep07 Архивная копия от 15 июня 2009 на Wayback Machine. Retrieved on 2009-02-15.
56. ↑  Moncloa, Fe, Johns, Marilyn, Gong, Elizabeth J., Russell, Stephen, Lee, Faye, & West, Estella. (2003). Best Practices in Teen Pregnancy Prevention Practitioner Handbook. Journal of Extension, 41 (2).'.' Retrieved July 7, 2006.
57. ↑  Valk, Guus. (2000). The Dutch Model. The UNESCO Courier. Retrieved July 7, 2006.
58. 1 2 3  Mayor S (May 2004). «Pregnancy and childbirth are leading causes of death in teenage girls in developing countries». BMJ 328 (7449): 1152. doi:10.1136/bmj.328.7449.1152-a. PMID 15142897. PMC: 411126. http://bmj.bmjjournals.com/cgi/content/full/328/7449/1152-a Архивная копия от 18 июня 2006 на Wayback Machine.
59. ↑  Scholl TO, Hediger ML, Belsky DH (September 1994). «Prenatal care and maternal health during adolescent pregnancy: a review and meta-analysis». J Adolesc Health 15 (6): 444-56. doi:10.1016/1054-139X(94)90491-K. PMID 7811676.
60. 1 2  Makinson C (1985). «The health consequences of teenage fertility». Fam Plann Perspect 17 (3): 132-9. doi:10.2307/2135024. PMID 2431924.
61. ↑  Guttmacher Institute. (1999, September). Teen Sex and Pregnancy. Retrieved May 29, 2006.
62. ↑  Gutierrez Y, King JC (February 1993). «Nutrition during teenage pregnancy». Pediatr Ann 22 (2): 99-108. PMID 8493060.
63. ↑  Sanchez PA, Idrisa A, Bobzom DN, et al. (December 1997). «Calcium and vitamin D status of pregnant teenagers in Maiduguri, Nigeria». J Natl Med Assoc 89 (12): 805-11. PMID 9433060.
64. ↑  Peña E, Sánchez A, Solano L (June 2003). «[Profile of nutritional risk in pregnant adolescents]» (in Spanish; Castilian). Arch Latinoam Nutr 53 (2): 141-9. PMID 14528603.
65. ↑  Hofferth, Sandra L., Reid, Lori, Mott, & Frank L. (2001). The Effects of Early Childbearing On Schooling over Time. Family Planning Perspectives, 33 (6). Retrieved May 27, 2006.
66. ↑  Pregnancy, Poverty, School and Employment at Minnesota Organization on Adolescent Pregnancy, Prevention and Parenting
67. ↑  Levine Coley, Rebekah & Chase-Lansdale, Lindsay. (1997). Adolescent Pregnancy and Parenthood: Recent Evidence and Future Directions. American Psychologist. Retrieved May 29, 2006.
68. ↑  Social Exclusion Unit. (1999). Teenage Pregnancy. Retrieved May 29, 2006.
69. ↑  «The Psychological Effects of Teenage Women During Pregnancy». Архивированная копия. Дата обращения: 5 января 2009. Архивировано из оригинала 16 января 2009 года.. Retrieved on 2009-01-05.
70. ↑  Madeline Bunting: It isn’t babies that blight young lives | Politics | The Guardian
71. ↑  Males, Mike (2008-07-13). «The real mistake in 'teen pregnancy'». Opinion (Los Angeles Times). http://www.latimes.com/news/opinion/la-op-males13-2008jul13,0,4392044.story Архивная копия от 23 февраля 2009 на Wayback Machine. Retrieved on 2009-02-15.
72. ↑  Kalmuss DS, Namerow PB (1994). «Subsequent childbearing among teenage mothers: the determinants of a closely spaced second birth». Fam Plann Perspect 26 (4): 149-53, 159. doi:10.2307/2136238. PMID 7957815.
73. ↑  Hofferth SL, Reid L (2002). «Early Childbearing and Children’s Achievement And Behavior over Time». Perspectives on Sexual and Reproductive Health 34 (1): 41. doi:10.2307/3030231. http://www.guttmacher.org/pubs/journals/3404102.html Архивная копия от 14 июня 2009 на Wayback Machine.
74. ↑  «American Academy of Pediatrics: Care of adolescent parents and their children». Pediatrics 107 (2): 429-34. February 2001. doi:10.1542/peds.107.2.429. PMID 11158485. http://pediatrics.aappublications.org/cgi/content/full/107/2/429 Архивная копия от 5 мая 2011 на Wayback Machine.
75. ↑  Crockenberg S (August 1987). «Predictors and correlates of anger toward and punitive control of toddlers by adolescent mothers». Child Dev 58 (4): 964-75. doi:10.2307/1130537. PMID 3608666.
76. ↑  Maynard, Rebecca A. (Ed.). (1996). Kids Having Kids. Retrieved May 27, 2006.
77. ↑  East, Patricia L. (1996). Do Adolescent Pregnancy and Childbearing Affect Younger Siblings?. Family Planning Perspectives, 28 (4). Retrieved May 27, 2006.
78. ↑  National Campaign to Prevent Teen Pregnancy. (2007). Do most teens who choose to raise the child get married when they find out they’re pregnant?
79. ↑  «Census 2001 People aged 16-29» Office For National Statistics
80. ↑  De Vita, Carol J. (1996) "The United States at Mid-Decade, " Population Bulletin, vol. 50, no. 4 (Washington, D.C.: Population Reference Bureau, Inc., March 1996)
81. ↑  Advance Report of Final Natality Statistics (1991). Monthly Vital Statistics Report, vol. 42, no. 3, Supplement 9. National Center for Health Statistics, Sept. 1993
82. ↑  Family Planning Perspectives, July/August 1995.
83. ↑  California Resident Live Births, 1990, by Age of Father, by Age of Mother, California Vital Statistics Section, Department of Heath Services, 1992.
84. ↑  FM1 Birth statistics no.34 (2005) Office For National Statistics pp 14-15. Note: 24 % of births to women under 20 were solo registrations where the age of the father cannot be determined.
85. ↑  Zimmerman, Jonathan (2008-09-04). «Poverty, not sex ed, key factor in teen pregnancy». Open Forum (San Francisco Chronicle): pp. B-7. http://www.sfgate.com/cgi-bin/article.cgi?f=/c/a/2008/09/03/EDFG12NIUM.DTL Архивная копия от 13 августа 2009 на Wayback Machine. Retrieved on 2009-02-15.
86. ↑  Odum, Shanel (2007-10-01). «Toya Carter Speaks Out (Part 2)». Vibe magazine. http://www.vibe.com/news/news_headlines/2007/10/toya_carter_2/ Архивная копия от 22 августа 2008 на Wayback Machine. Retrieved on 2009-02-15.
87. ↑  Lil’ Wayne wants respect for Southern rap — Summer concerts- msnbc.com
88. ↑  Starr Seibel, Deborah (2007-05-06). «BRONX CHEER — 'PUSSYCAT' WINNER ESCAPED SCHOOL OF HARD KNOCKS». New York Post.
Архивированная копия. Дата обращения: 15 февраля 2009. Архивировано из оригинала 22 марта 2009 года.. Retrieved on 2009-02-15.
89. ↑  Mel (2007-05-08). «Asia speaks about her win of Search for the Next Doll». BuddyTV. http://www.buddytv.com/articles/pussycat-dolls-present-the-search-for-the-next-doll/pussycat-dolls-present-the-sea-6302.aspx Архивная копия от 23 марта 2009 на Wayback Machine. Retrieved on 2009-02-15.
90. ↑  Cleverocity (2007-05-08). «Pussycat Dolls Present: The Search for the Next Doll». Television (Newsvine). http://www.newsvine.com/_news/2007/05/08/707376-pussycat-dolls-present-the-search-for-the-next-doll Архивная копия от 8 декабря 2015 на Wayback Machine. Retrieved on 2009-02-15.
91. ↑  News — EXCLUSIVE: Cousin Confirms Jamie Lynn Spears Is Engaged | Usmagazine.com
92. ↑  Star Report: Bristol Palin gives birth to a son — San Jose Mercury News. Дата обращения: 4 августа 2009. Архивировано 26 апреля 2011 года.
93. ↑  https://web.archive.org/web/20090711092516/http://www.thenationalcampaign.org/national/pdf/2009/2009_ND_obama_message.pdf